# Legitimizmus

A Bourbon-ház királyi címere

A legitimizmus a hagyományos uralkodócsaládok törvényes trónöröklési jogának az elismerése. A legitimizmus követői a legitimisták.
A fogalom a 19. század elején vált közismertté. A francia forradalom miatt trónját vesztett Bourbon-ház tagjainak hívei voltak a legitimisták, mert nem ismerték el, hogy az Orléans-házból származó Lajos Fülöp jogot formálhat a trónra. Velük szemben álltak az orléans-isták, majd a bonapartisták és a republikánusok is. Az Angol Királyságban a Stuart-ház és a Hannoveri-ház közötti hatalmi harcban a jakobiták, a Stuartok trónöröklési jogát támogatók tekinthetők legitimistáknak.

## A Magyar Királyságban

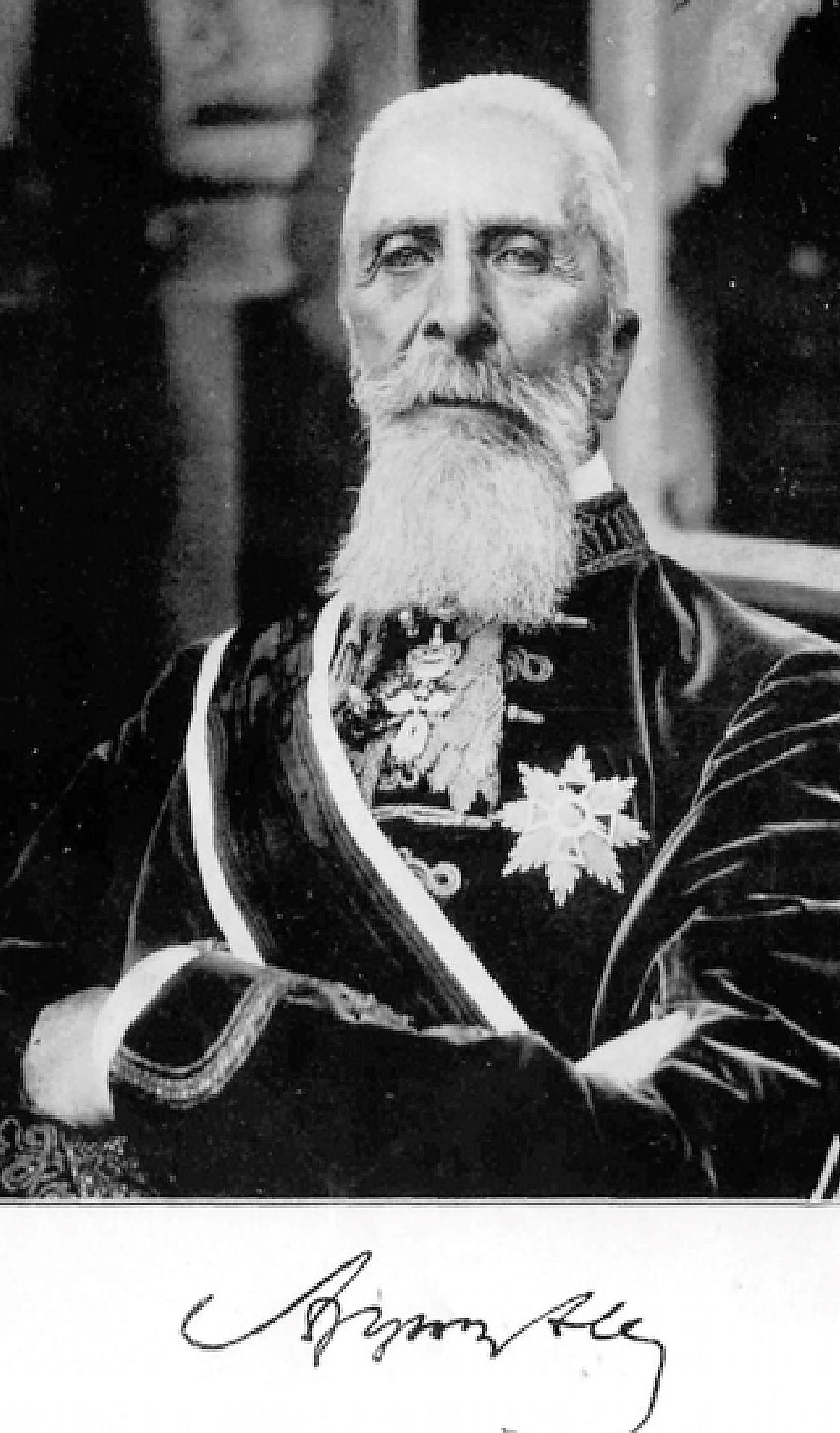
Gróf nagyapponyi Apponyi Albert (1846–1933), legitimista politikus

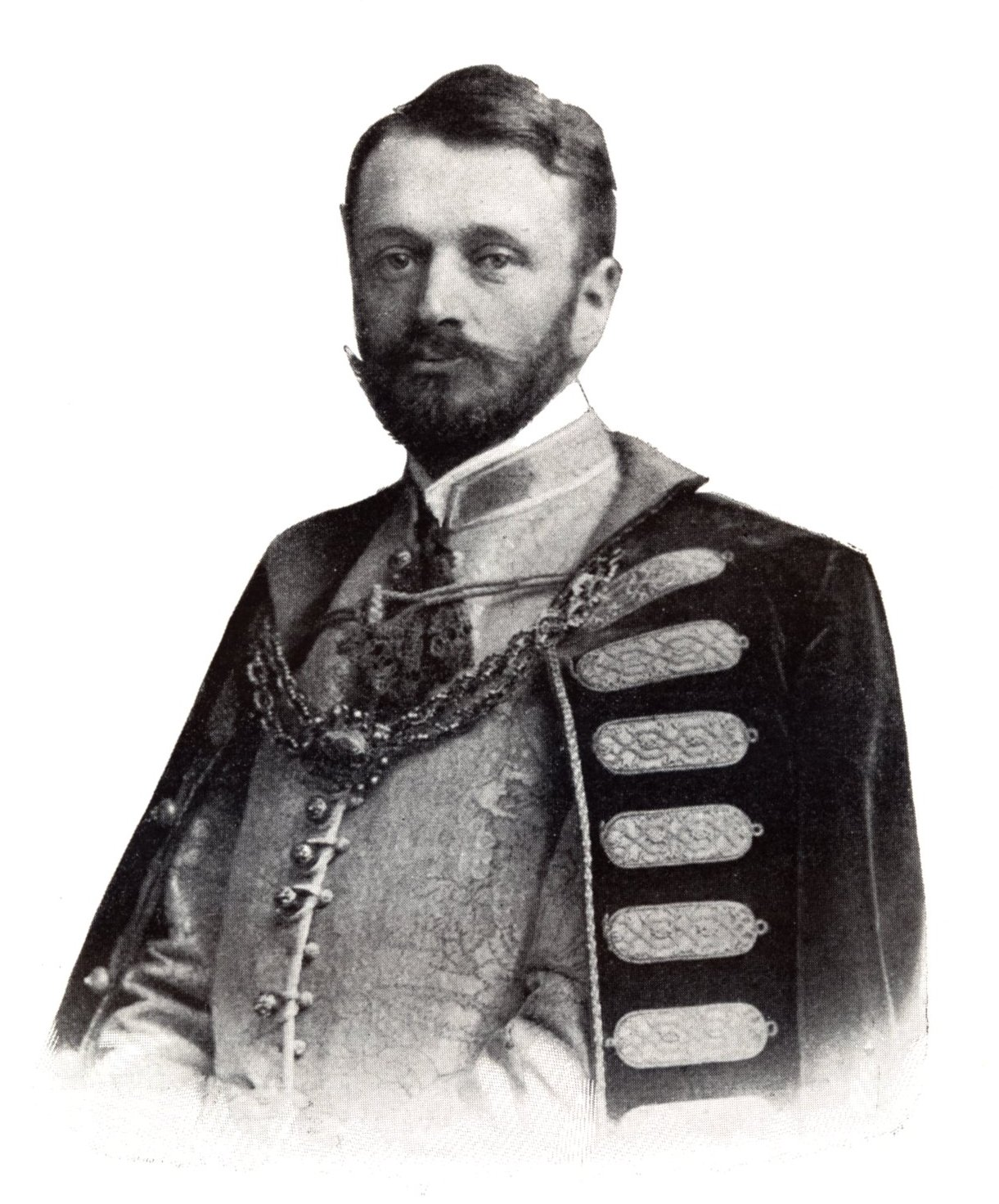
Gróf Andrássy Gyula (1860–1929) magyar politikus, belügyminiszter, jogi szakíró, pártvezető

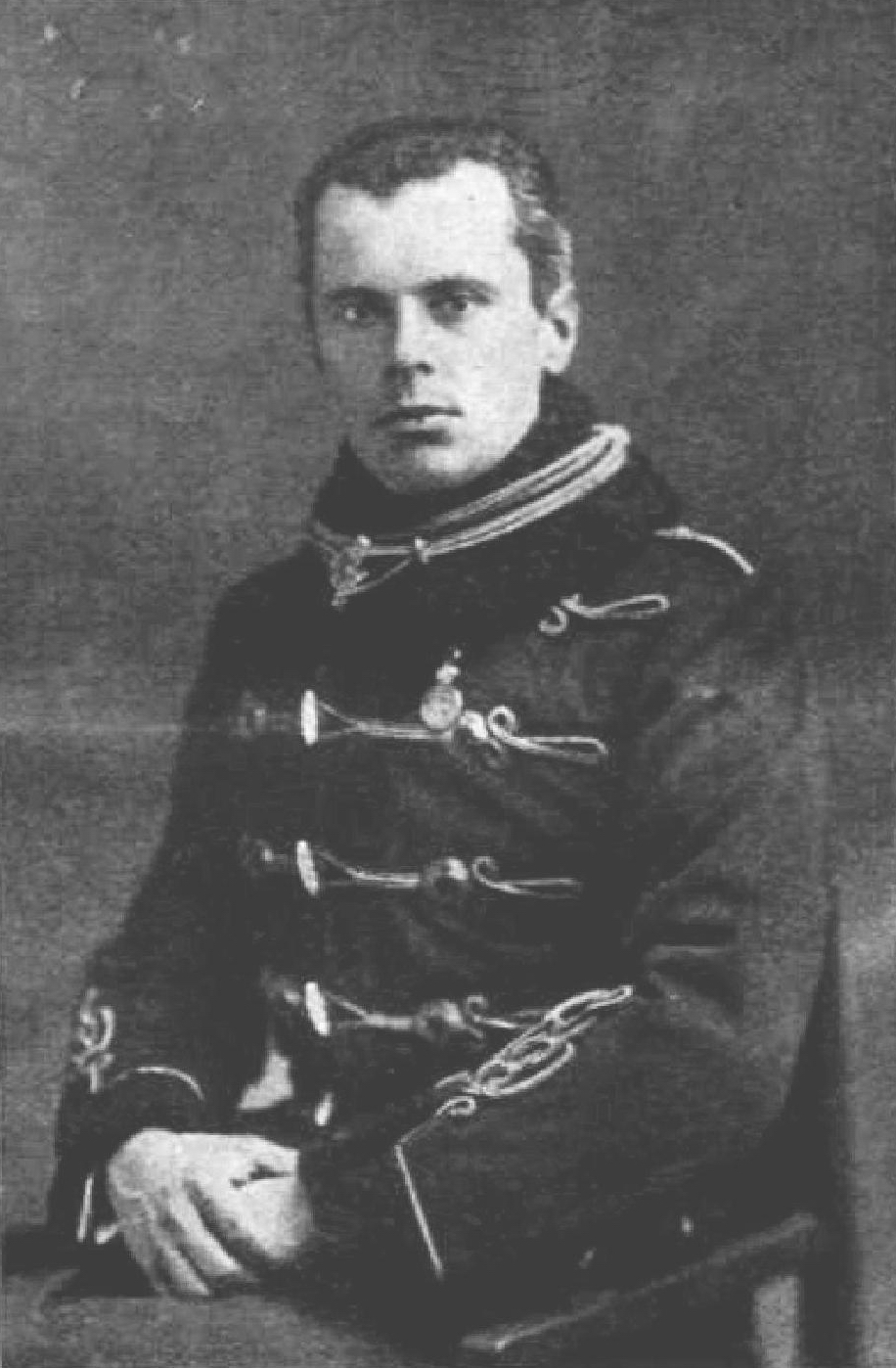
Őrgróf Pallavicini György (1881–1946), országgyűlési képviselő, legitimista politikus

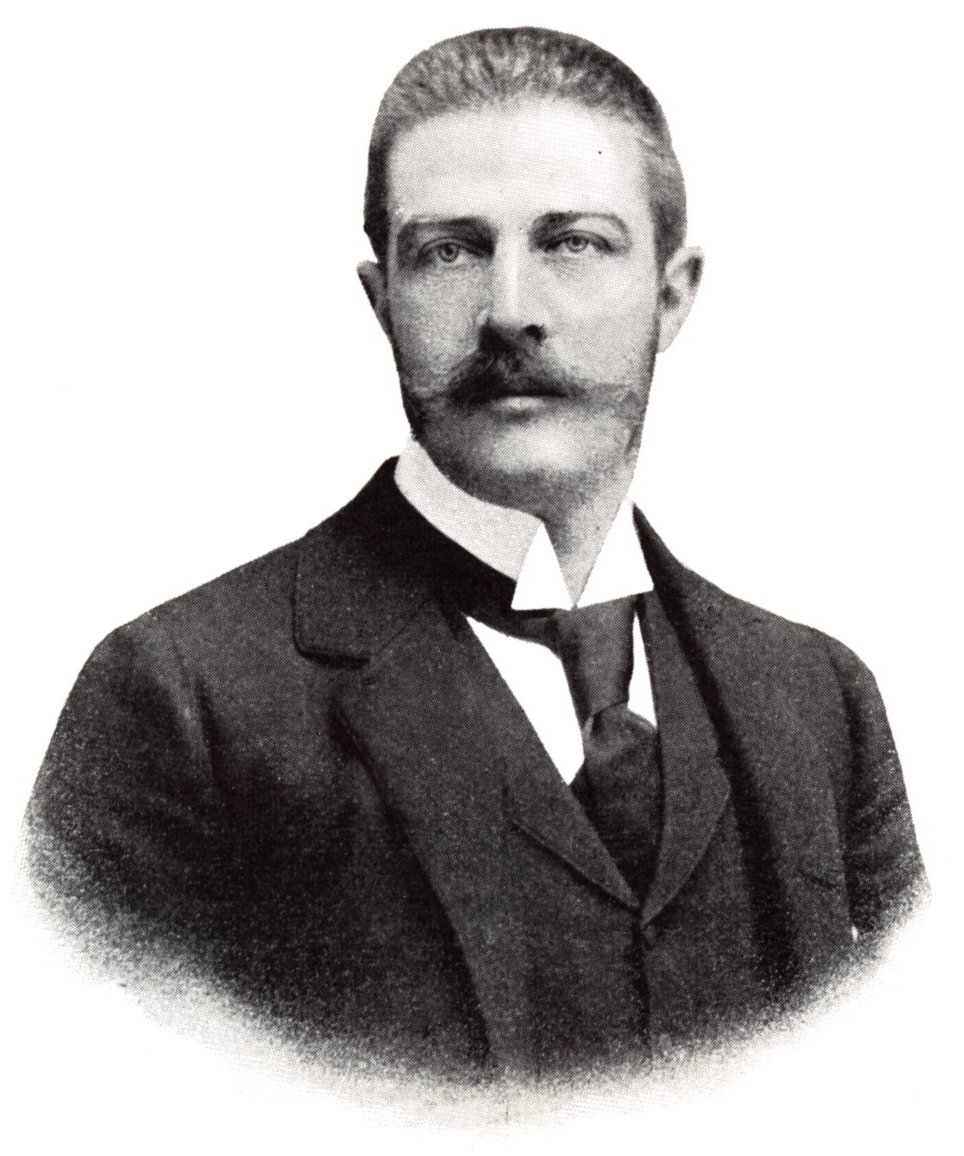
Gróf zicsi és vázsonykői Zichy Aladár (1864–1937), legitimista politikus, miniszter, a Katolikus Néppárt vezére, legitimista politikus

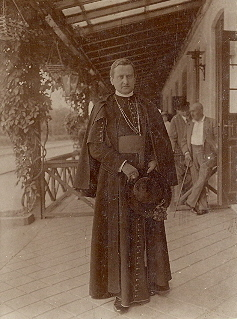
Gróf zabolai Mikes János (1876–1945), római katolikus pap, a szombathelyi püspök 1911–1935 között, a „legitimista püspök”

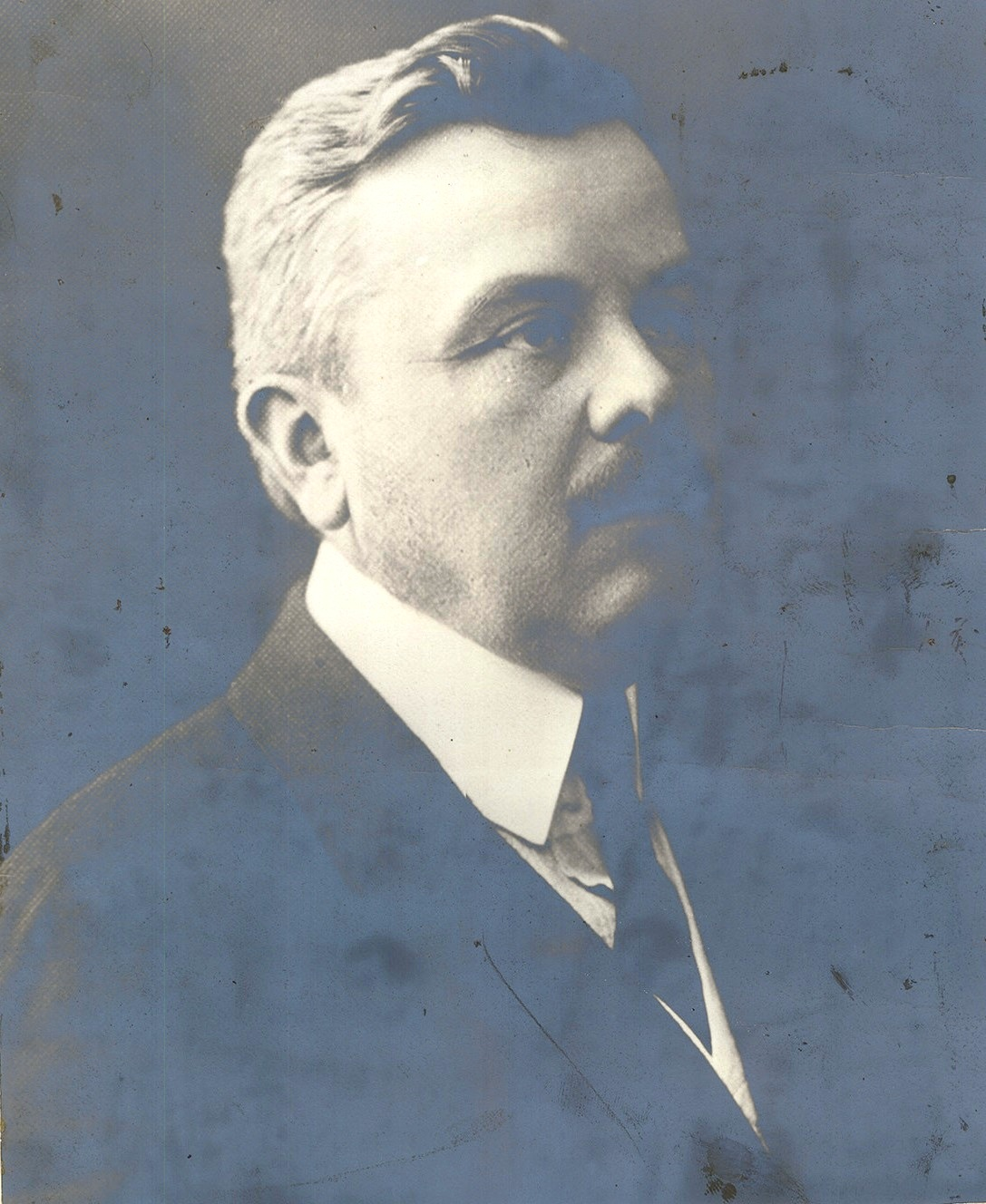
Gróf zicsi és vázsonykői Zichy János (1868–1944), országgyűlési képviselő, legitimista politikus

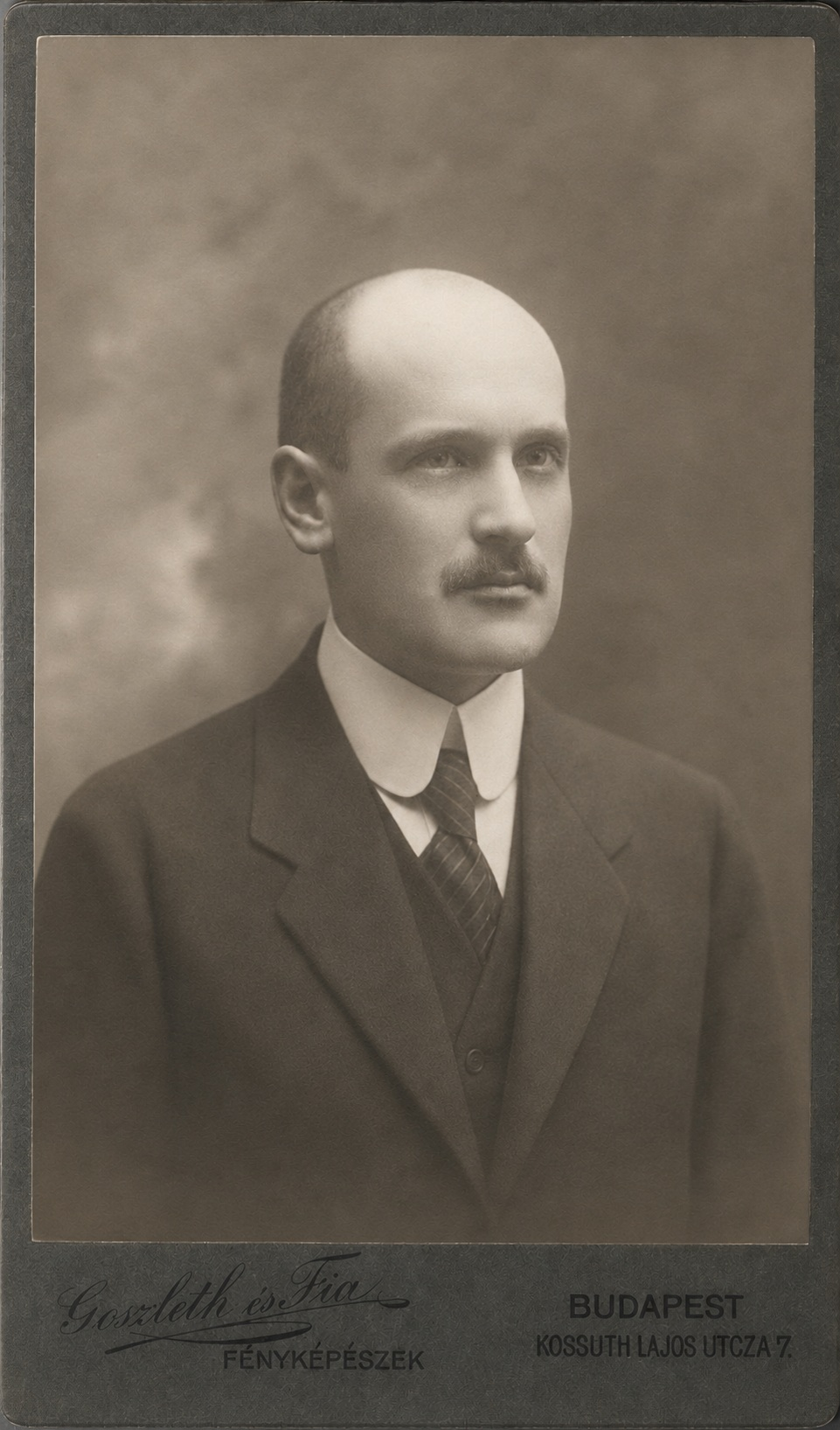
Boldogfai Farkas Tibor (1883–1940), országgyűlési képviselő, politikus, földbirtokos, husszárkapitány

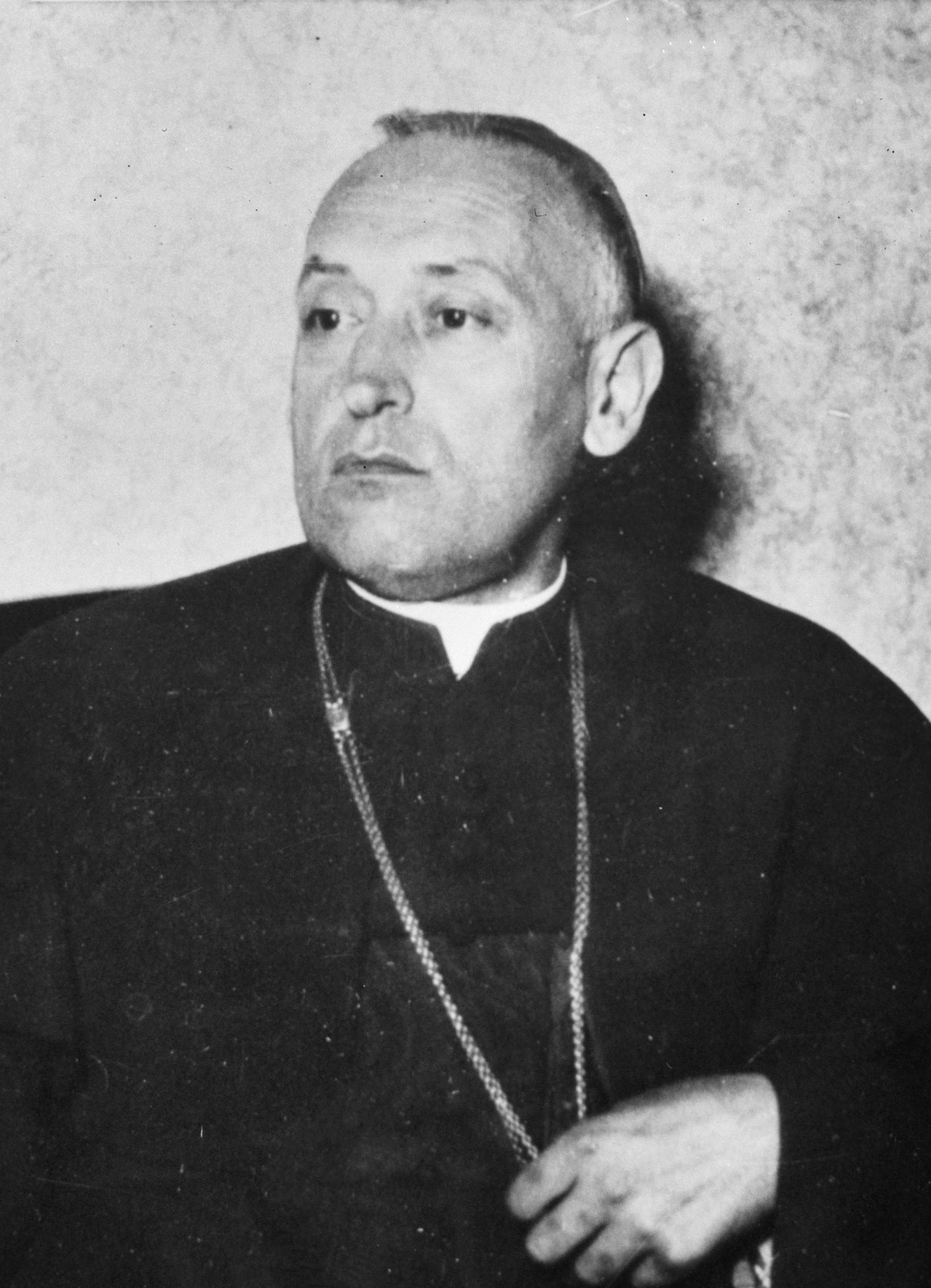
Pehm (Mindszenty) József (1892–1975) Esztergom érseke, Magyarország utolsó hercegprímása, bíboros

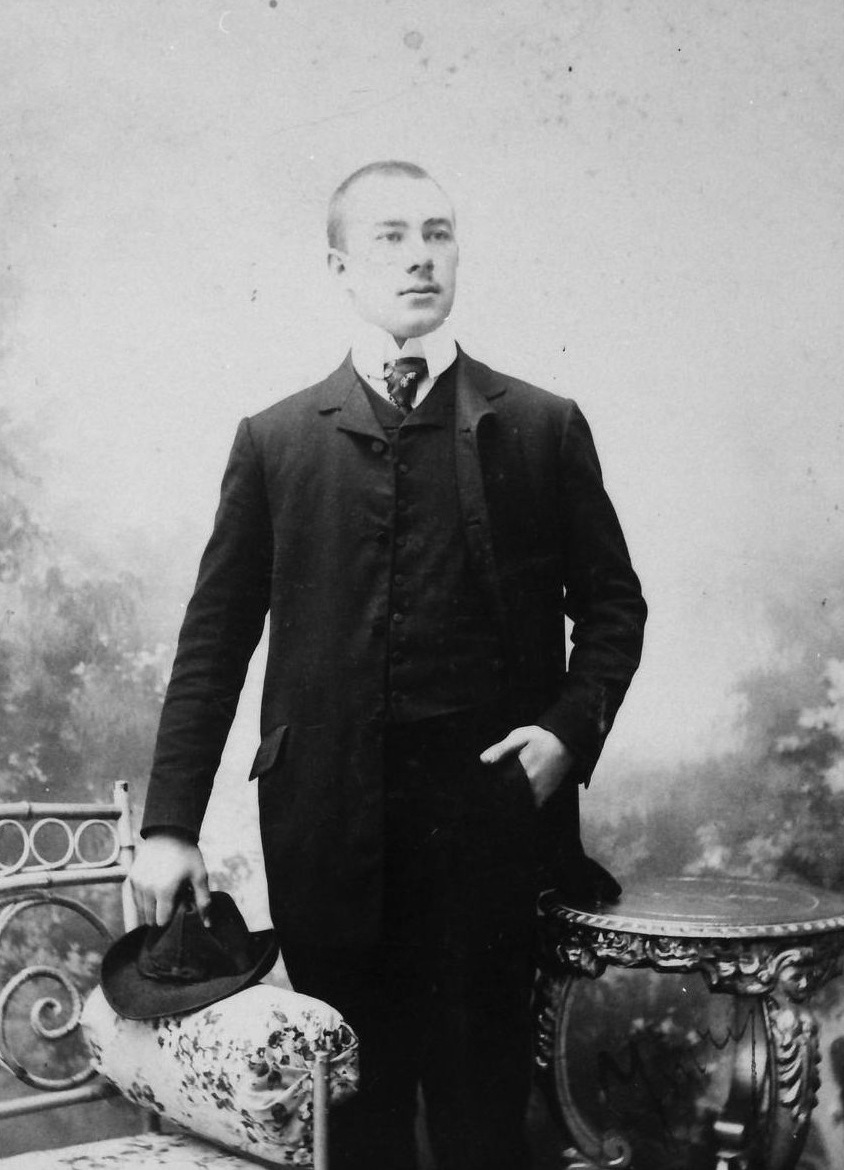
Dr. udvardi és básthi Udvardy Jenő (1880–1941), magyar királyi kormányfőtanácsos, Zalaegerszeg tiszti főügyésze, a legitimista zalamegyei Magyar Férfiak Szentkorona Szövetségének az alapító elnöke.

### IV. Károly visszatérési kísérletei
1920-ban a magyar belpolitikában voltak, akik IV. Károlyt szerették volna ismét az ország trónján látni. Ők voltak a legitimisták, másképpen karlisták. 1921. február 23-án Andrássy Gyula gróf elvállalta a Keresztény Nemzeti Egyesülés Pártja elnökségét, hogy pártjával támogathassa IV. Károly visszatérését a magyar trónra. A karlisták 1921-ben két – sikertelen – királypuccsot szerveztek meg IV. Károly uralkodói hatalmának visszaállítására. 1921. március 27. és április 5. között visszatért Magyarországra, hogy ismét elfoglalja a trónt. Érkezéséről nem értesítette még magyarországi híveit sem. 1926. március 26-án Szombathelyen találkozott Vass Józseffel, áldozópappal, kereszténypárti politikussal, valamint gróf Teleki Pál miniszterelnökkel. Március 27-én Budapesten IV. Károly találkozott Horthy Miklós kormányzóval, akitől követelte a hatalom átadását. Horthy ekkor még le tudta beszélni erről, a környező antantállamok fenyegetésére és a belpolitikai helyzetre hivatkozva. Károly némi huzavona után április 5-én hagyta el az országot, mikor Horthy Lehár Antal ezredest utasította, hogy kísérje át a királyt a határon. Ezután Károly visszavonult Szombathelyre, majd újra – ezúttal levélben – felszólította Horthyt a hatalom átadására. Időközben Szombathelyre gyűltek a királyhű arisztokraták, és az ott állomásozó katonaság is a király mellé állt. Horthy – rövid habozás után – ismét elutasította a hatalom átadását, és utasította a katonai parancsnokot, hogy távolítsa el a királyt az országból. Mivel Károly akkor még ellene volt az erőszakos hatalomátvételnek, tudomásul vette a történteket, és antant katonák kíséretében visszatért Svájcba. Az eset után erősen megrendült a bizalma Horthyban, aki előzőleg több levelében is hűségnyilatkozatot tett neki. A lezajlott eseményeket a korabeli sajtó „húsvéti királypuccsnak” nevezte el. Másodszor 1921. október 20-án tért vissza repülőgéppel. Október 23-án Budaörsnél ütköztek meg a Lehár Antal vezérőrnagy parancsnoksága alatt álló királyhű és a nyugállományból visszatért Nagy Pál honvéd altábornagy által irányított kormányhű csapatok, utóbbiak derekát a fővárosban gyorsan mozgósított egyetemi zászlóaljak adták.

### A legitimisták a Horthy-korszakban
A legitimisták az Osztrák–Magyar Monarchia bukása után megoldást kerestek az ország államformájára és vezetésére. A legjelentősebb képviselőik között említhető ifj. gróf Andrássy Gyula, akinek komoly szerepe volt 1919 őszén, gróf Csekonics Iván és később gróf Bethlen István és gróf Apponyi Albert is. Az 1930-as években viszont Griger Miklós katolikus pap töltött fontos szerepet a legitimizmusban. Dunántúlon a legitimisták főhadiszállása az 1920-as években a Zala vármegyei Zalaegerszeg lett, melyben Pehm József (Mindszenty József), a helyi plébános és esperes legnagyobb vezetője és támogatója volt. Pehm József plébános szorgalmasan gyűjtött pénzt és nagy vállalkozásba fogott: a zalaegerszegi Jézus szíve ferences plébániatemplom 1925 és 1926 épült neobarokk stílusban, és boldog IV. Károly király emlékére készült, melynek az első „legitimista” templomnak számít az országban. 1927. szeptember 25-én húszezer ember részvétele mellett szentelte fel gróf Mikes János szombathelyi püspök, a „legitimista püspök” a zalaegerszegi Károly király-templomot. Az összes legitimista egyesületek képviseltették magukat az ünnepségen. Mikes püspök mély hatású beszéddel adta át a templomot a ferenceseknek. Az egyházfő politikai tevékenysége nem volt példa nélküli a Horthy korszakban; Szombathelyen gróf Mikes János püspök a konzervatív legitimista keresztényszocialista szervezkedés mentora volt, valamint gyakran vett részt értekezleteken gróf Andrássy Gyulával, gróf Sigray Antallal, őrgróf Pallavicini Györggyel és több kiemelkedő királyi párti politikussal is. A Mindszenthy József zalaegerszegi plébános körül kialakult legitimista társaság az 1930-as évek végén még tevékenykedett;  a többi megyéhez képest későn, 1938. február 21-én megalakult a legitimista Magyar Férfiak Szentkorona Szövetsége zalamegyei helyi csoportja Zalaegerszegen, amelynek az elnöke dr. Udvardy Jenő kormány-főtanácsos lett.
A király kérdést az 1920-as és 1930-as évtizedekben még igen is aktuálisnak tekintették, és a Horthy Miklós kormányzó érát támogató NEP után mindig a legitimisták szerezték meg a legtöbb szavazatot. A legitimistáknak az egyik legfontosabb politikai pártja a Keresztény Gazdasági és Szociális Párt (KGSZP), amely 1926 és 1937 között működött gróf Zichy János elnöksége alatt. A legitimista körök politikai fő elvei között nem csak a királykérdés, és pontosabban a Habsburgok visszatérése a trónra, hanem erős mezőgazdasági fejlesztés, valamint a vidéki embereknek és életének a színvonala felemelése volt az alapvonása. A szegény emberek istápolása, azoknak az életének az anyagi és lelki gondjai orvosolása az egyik céljuk, erős szociálisan érzékeny politikát folytatva. A legitimista mélyen római katolikus meggyőződésű volt, és a jobboldali szélsőségeket erősen elutasította, pontosabban igen nagy ellenségének számított a nemzetiszocializmusnak.
A legitimista nagy hazafinak számított, de mindig a racionális kereteken belül; a turanizmust elítélte, mivel több ízben Szent Istvánt kis értékűnek tüntette fel és vele szemben kiemelte Koppány vezér személyét. Ezzel a pogányságot felemelte a kereszténységgel szemben, olyan érv, amelyet nem támogatott a legitimizmus. A magyar legitimisták a Horthy-korszak alatt a központi kormánynak és a politikai pártjának, a Nemzeti Egységes Pártjának (NEP), nagy ellenfelei és bírálója voltak. A király nélküli királyságot fenntartó rendszer alatt gyakran helytelenítették a kormányzó születés- és névnapjának megülését, valamint nagy ellenzői voltak a sok új állami módosításnak, amelyet a Bethlen-kormány alatt vezettek be.
A király kérdéssel kapcsán, magyar legitimizmusnak a lényege talán a legjobban érezhető a Cambridge-ben lediplomázott magyar jogász, dr. boldogfai Farkas Tibor (1883–1940), országgyűlési képviselő által kijelentett szavaiban, amikor azt közölte, hogy „Én király nélküli királyságot elképzelni nem tudok, mint ahogy nem tudok elképzelni aranypengőt sem arany nélkül és nem tudok elképzelni nemzeti egységet a lelkek egysége nélkül”. 1925-ben Zala vármegye törvényhatósági ülésén a legitimista boldogfai Farkas Tibor képviselő helytelenítette a kormányzó születés- és névnapjának megülését. Kihangsúlyozta, hogy „…minden pompával járó ünnepséget kerülni kell, mikor az ország csonka s királyság vagyunk király nélkül. Ha ünnepről lehetne szó, az csak gyászünnep lehetne”.
1921 áprilisában Gratz Gusztáv dr. külügyminiszter mutatott rá beszédében azokra a külpolitikai okokra, amelyek a király visszautazását szükségessé tették. Ismeretes, hogy a prágai, belgrádi és bukaresti körök között bizonyos megállapodások jöttek létre, hogy a Habsburgok restaurációját nem engedték meg. Edvard Beneš cseh külügyminiszter kijelentette, hogy Csehország casus bellinek tekintené a Habsburgok visszatérését. Hasonlóan nyilatkoztak a jugoszláv körök is. Amikor Őfelsége az országban megjelent, ezek részéről bizonyos lépések történtek a kormánynál. Március 28-án megjelent a román követ és közölte, hogy Románia IV. Károly király visszatérését Románia érdekeivel ellentétesnek tartja. Ugyancsak március 28-án az olasz ügyvivő kijelentette, hogy a Habsburgok restaurációjának megakadályozása az olasz külpolitikának sarkalatos elve. A jugoszláv kormány megbízottja is március 28-án jelentette ki, hogy Jugoszlávia IV. Károly király visszatérését casus bellinek tekintené. Március 30-án megjelent a cseh ügyvivő, aki a király visszatérése esetére cseh kényszerrendszabályokat helyezett kilátásba.
Amikor 1921-ben IV. Károly visszatérési kísérletei zajlottak a szomszéd államok azonnal nagy felháborodást fejeztek ki ennek kapcsán. Október 30-án Belgrádon a parlament ülésén Pripkovics belügyminiszter a magyarországi eseményekről a következőket jelentette ki: „Élénk megelégedéssel állapítjuk meg, hogy azok az aggodalmak, amelyek az európai béke fentmaradása kérdésébén felmerültek gyors visszhangot keltették a nagy-antantnál is. Mi nyomban érintkezésbe léptünk Prágával és közös egyetértéssel állapítottuk meg, hogy casus bellinek tekintjük Károly király Magyarországon való tartózkodásának mindenféle meghosszabbítását.” Románia hasonló álláspontot foglalt el és Olaszország is késznek nyilatkozott arra, hogy ugyanezen szempont után igazodna, ha akcióra kerül a sor. A nagy-antant is egységesen lépett fel. Egyidejűleg nyilatkozatot küldött az orosz elnyomás alól éppen felszabadult Lengyelország kormánya is, amelyben helyeselte Jugoszlávia, Csehszlovákia és Románia magatartását. Mindazonáltal sem mi, sem pedig a csehek nem elégedhetünk meg a nagy-antantnak eddig elért eredményeivel. Továbbá azt jelentette ki Pripkovics, hogy „figyelembe kell vennünk azt, hogy a karlista puccsban részt vett magyar politikusok a többség vezérei és más számottevő személyek, továbbá, hogy nemcsak Károly király személye, hanem a Habsburg-ház restaurációja is veszélyezteti Közép-Európa békéjét, és azt is, hogy sem mi, sem szövetségeseink nem élhetnek örök nyugtalanságban és fegyveres felkészültségben. Ezek alapján kötelességünknek kell tartanunk, hogy szövetségeseinkkel megfelelő biztosítékokban állapodjunk meg, amelyek elégségések politikai és nemzeti érdekeink határainak tartós békéjének megóvására.”
1921 novemberében az angol felsőházban Lord Newton interpelláció formájában szóvá tette a magyar kérdést. Rámutatott arra, hogy a kisantant fegyveres fellépése igazságtalan volt egy védtelen csöppnyi állammal szemben. Az exkirály kísérletét Horthy kormányzónak és a magyar kormánynak erélyes fellépése hiúsította meg, akik ezzel megmentették Európa békéjét. Magyarország minden bizonnyal királyság akar maradni. Ha Anglia hasonló helyzetben lett volna, mint Magyarország, és egy háborúban alul maradt volna, sohasem fogadta volna el azt a követelést, hogy elüldözze uralkodó dinasztiáját. A Habsburgok visszatérésétől való félelem azt a legendát szolgálta, hogy egy militarista Magyarország veszélyes lehet szomszédaira.
1922-ben Edvard Beneš cseh miniszterelnök élénk propagandát fejtett ki Lloyd George angol miniszterelnök világbéke egyezményével szemben, azzal érvelve, hogy ennek elfogadása egyet jelentett volna a békeszerződések megváltoztatásával. Beneš azt követelte, hogy az egyezménybe azt a feltételt is vegyék bele, hogy a Hohenzollern-ház és a Habsburg-ház nem térhet vissza trónjára.
A Magyar Nők Szentkorona Szövetsége egy Habsburg uralkodók jogfolytonosságát hirdető politikai csoportosulás volt, amely 1926. február 16-án gróf Apponyi Albertné gróf Mensdorff Klotild, herceg Odescalchi Károlyné gróf Andrássy Klára és özvegy Istvánffy Gyuláné Márki Gabriella író hozott létre. A célja volt az ezeréves eszme, a Szent Korona iránti hűség és a jogfolytonosság ébrentartása. Hamarosan a legitimista urak is létrehozták az iker változatát, Magyar Férfiak Szentkorona Szövetségét, amely 1926. június 22-én jött létre Budapesten, gróf nagykárolyi Károlyi József kezdeményezése után. Az országos Magyar Férfiak Szentkorona Szövetség első elnöke: Károlyi József gróf, az elnökségben van: dr. Czettler Jenő, Ugrón Gábor, Hunyady Ferenc gróf, igazgató: Keresztes Arthur nyugalmazott ezredes, országos főtitkár: Kóródi Katona János volt képvivelő.
1928-ban Harold Harmsworth brit politikus feltette azt a kérdés, hogy mi veszélyeztette  volna leginkább a revízió sikerét, az ország jövőjét és boldogulását. A kérdésre azzal felel, hogy a Habsburgok visszahelyezése a magyar trónra a magyar gazdasági élet stabilizálásának megrendülését jelentené. Benito Mussolini a Habsburg-kérdésben tette azt a kijelentést, hogy bár Magyarország nagy barátja, ellenzi, hogy a Habsburg-ház bármelyik tagja Magyarország trónjára kerüljön, és azt hangoztatta, hogy semmi akadálya sem lett volna annak, hogy Magyarország Európa tekintélyes uralkodócsaládjaiban találjon alkalmas jelöltet, akinek személyes a revíziós célok megvalósításának szempontjából is előnyös lehet.
Rendkívüli fontos politikai személyiség volt a korszakban Louis Barthou francia külügyminiszter, aki szoros baráti és diplomáciai kapcsolatokat tartott az 1918-ban létrejött Jugoszláv Királysággal. Több ízben meglátogatta Belgrádot. Franciaország egyébként a Szerbiával kötött kereskedelmi egyezményben korántsem nyújtott oly kedvező feltételeket, mint Németország. Szerbiára nézve a leginkább életbevágóan fontos a Habsburg-kérdés, mert a Habsburgok visszatérése előbb-utóbb Szerbia megsemmisülését jelentené. Franciaország viszont a német–osztrák csatlakozástól félve a Habsburg-kérdéssel szemben csak lagymatag magatartást tanúsított. Ez az oka annak, hogy Szerbia legújabban kacérkodott Németországgal, amely ugyancsak ellenezte a Habsburgok visszatérését. Ezért kellett Barthounak lóhalálban Belgrádba sietnie, hogy enyhítse a feszültséget. Barthou sokszor kijelentette, hogy Franciaország minden tekintetben támogatta Szerbiát, és egyben nagyon tüzes volt a revízióval szemben is. 1934. június 12-én Bogoljub Jevtić szerb külügyminiszter a Habsburg-kérdés párizsi megtárgyalása során ugyanazt az álláspontot foglalta el, mint a cseh Beneš. Beneš és Jevtić elhatározták, hogy minden diplomáciai eszközt felhasználnak, hogy Magyarországon a Habsburgok ne kerüljenek vissza a trónra. Barthou a maga részéről szintén erélyesen ellenezte a Habsburgok restaurálását, és ebben a kérdésben teljesen a kisantant álláspontján volt. Beneš 1934. július 2-i expozéjában a kisantant célkitűzései gyanánt a következőket említette: „Küzdelem a területi revízió, az Anschluss és a Habsburgok restaurációja ellen, bármely formában történjék is az.”
Apponyi Albert halála után a sajtó „expressis verbis” gróf Károlyi Józsefet, a Magyar Nők Szentkorona Szövetsége elnökét „a magyar legitimizmus látható fejének" titulálta. Erőteljes társadalmi tevékenységet fejtett ki. Gróf Károlyi József halála után Habsburg Ottó alsó- és felsősurányi gróf Sigray Antal (1879–1947) országgyűlési képviselőt bízta meg a magyar legitimista politika irányításával; Apponyi gróf halála óta Sigray Antal gróf Zichy János gróf mellett a legitimizmus egyik leghivatottabb képviselője volt.
Mindkét legitimista szövetség több vármegyei helyi csoporttal rendelkezett, és több kulturális rendezvényt szervezett országszerte. Mindkettő csoport 1944. április 15.-éig létezett amíg a Sztójay-kormány betiltotta.
A magyar legitimisták szerint Magyarország királyi trónjának jelenlegi jogos örököse Habsburg Károly főherceg, aki „V. Károly” néven lenne uralkodó.

### Legitimista politikusok Magyarországon
- gróf nagyapponyi Apponyi Albert (1846–1933) politikus, miniszter, belső titkos tanácsos, nagybirtokos
- gróf csíkszentkirályi és krasznahorkai Andrássy Gyula (1860–1929) politikus, belügyminiszter, jogi szakíró, pártvezető
- gróf csíkszentkirályi és krasznahorkai Andrássy Klára (herceg Odescalchi Károlyné, 1898–1941) angolszászbarát politikus, embermentő, újságíró
- benicei és micsinyei Beniczky Ödön (1878–1931) politikus, miniszter
- gróf betleni Bethlen István (1874–1946) jogász, mezőgazdász, politikus, Magyarország miniszterelnöke
- gróf zsombolyai és janovai Csekonics Iván (1876–1951) politikus, diplomata, varsói magyar nagykövet
- gróf ciráki és dénesfalvi Cziráky György (1885–1958) politikus, földbirtokos, nemzetgyűlési képviselő
- boldogfai Farkas József (1857–1951) országgyűlési képviselő, földbirtokos
- Dr. boldogfai Farkas Tibor (1883–1940) politikus, országgyűlési képviselő, földbirtokos, tartalékos huszárhadnagy
- Griger Miklós (1880–1938) római katolikus pap, nemzetgyűlési képviselő
- gróf nagykárolyi Károlyi József (1884–1934) politikus, nagybirtokos
- dr. báró krajovai és topolyai Kray István (1887–1967) országgyűlési képviselő, IV. Károly magyar király titkára az első világháború alatt
- vitéz Makray Lajos (1886–1946) prépost, országgyűlési képviselő
- gróf zabolai Mikes János (1876–1945) római katolikus pap, szombathelyi püspök 1911–1935 között, a „legitimista püspök”
- őrgróf Pallavicini György (1881–1946) magyar nagybirtokos, politikus
- Payr Hugó (1888–1976) birkózó, újságíró, politikus
- Pehm (Mindszenty) József (1892–1975) Esztergom érseke, Magyarország utolsó hercegprímása, bíboros
- Pethő Sándor (1885–1940) publicista, történész, a Magyar Nemzet alapító főszerkesztője
- idősb nagyrákói és nagyselmeci Rakovszky István (1858–1931) földbirtokos, politikus. 1920. február 18. és 1921. július 30. között a Nemzetgyűlés elnöke, a Katolikus Néppárt országgyűlési képviselője
- gróf alsó- és felsősurányi Sigray Antal (1879–1947) politikus
- Somlyódy László politikus
- gróf sárdi Somssich József (1864–1941) politikus, császári és királyi kamarás, diplomata, magyar királyi külügyminiszter, vatikáni magyar követ
- szmrecsányi Szmrecsányi György (1876– 1932) politikus, pozsonyi főispán
- dr. nyirlaki Tarányi Ferenc (1878–1945), Zala vármegye és Vas vármegye főispánja, nagybirtokos, felsőházi tag
- nádudvari Tormay Cécile (1875–1937) írónő, műfordító, közéleti szereplő
- dr. gálosi Tömösváry Tivadar pártnélküli politikus
- dr. udvardi és básti Udvardy Jenő (1880–1941) jogász, kormányfőtanácsos, a zalamegyei Magyar Férfiak Szentkorona Szövetségének alapító elnöke
- gróf zicsi és vázsonykői Zichy Aladár (1864–1937) politikus, miniszter, a Katolikus Néppárt vezére
- gróf zicsi és vázsonykői Zichy János (1868–1944) miniszter, az MTA igazgató tagja